# Cabardino-Balcaria

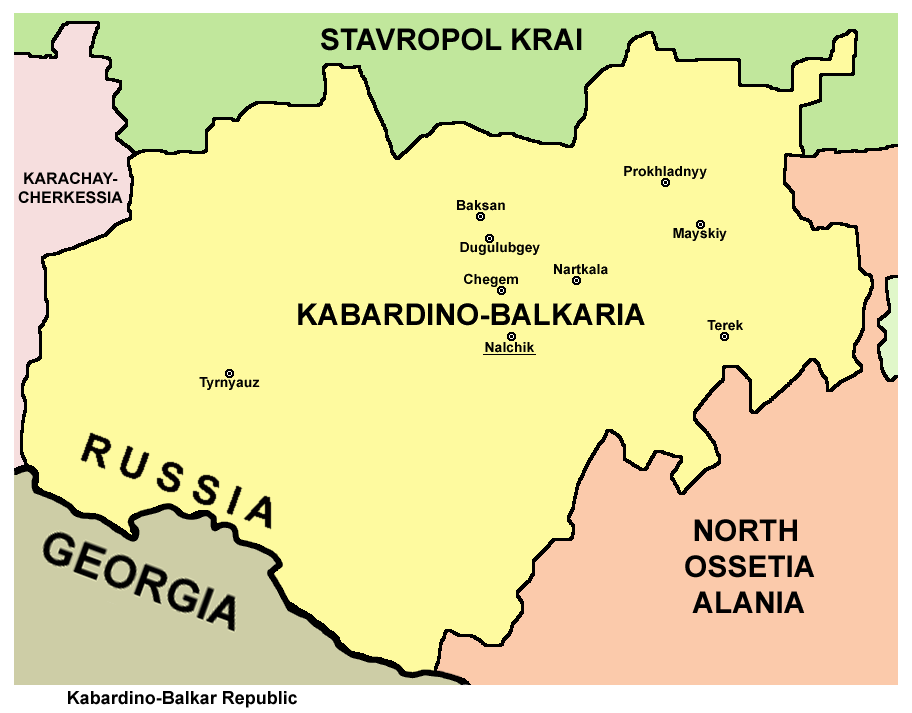

La Repubblica di Cabardino-Balcaria o Cabardino-Balcaria, a volte citata anche come Cabarda-Balcaria o Cabardinia-Balcaria (in russo Кабарди́но-Балка́рская Респу́блика?, Kabardíno-Balkárskaja Respúblika; in cabardo: Къэбэрдей-Балъкъэр Республикэ, Qăbărdej-Bałqăr Respublika; in caraciai-balcaro: Къабарты-Малкъар Республика, Qabartı-Malqar Respublika) è una repubblica della Federazione Russa, situata nel Caucaso settentrionale. La capitale della Repubblica è Nal'čik, mentre Tyrnyauz è il centro amministrativo della Balkaria.

## Geografia
La repubblica cabardino-balcanica è situata nella parte centrale del macropendio settentrionale del Caucaso. Il territorio della Repubblica è suddiviso in tre zone geomorfologiche principali: montuosa, pedemontana e pianeggiante. La zona di pianura comprende la parte nord-orientale della repubblica, mentre il resto del territorio è suddiviso tra zone pedemontane e montane.
Il maggiore rilievo sul territorio è quello del Monte Elbrus (5 642 m), che è anche la cima più alta del Caucaso, della Russia e d'Europa. Sullo stesso Elbrus passa anche il confine tra la repubblica cabardino balcanica e quella della Karačaj-Circassia, entrambe interne alla federazione russa.
Alcuni dati sul territorio della Cabardino-Balcaria:
- Area: 12 500 km².
- Confini: 
  - interni: Territorio di Stavropol' (N/NE), Ossezia Settentrionale-Alania (E/SE/S), Karačaj-Circassia(W/NW)
  - internazionali: Georgia (S/SW)
- Rilievo maggiore: Monte Elbrus (5 642 m).
- Massima distanza N→S:  km.
- Massima distanza E→W: 123 km.

La Cabardino-Balcaria è situata nel fuso orario di Mosca (MSK).

### Fiumi
I corsi d'acqua principali sono:
- Fiume Terek (623 km)
- Fiume Malka (216 km)
- Fiume Čegem (103 km)
- Fiume Čerek (79 km)

Ci sono più di 100 laghi di piccole dimensioni nella regione.

### Montagne
Il Monte Elbrus, picco più elevato del Caucaso Settentrionale e d'Europa si trova in questa Repubblica. Tra gli altri rilievi principali spiccano:
- Monte Dych-Tau (5 205  m)
- Monte Koštantau (5 152 m)
- Picco Puškin (5 100 m)
- Monte Šchara (5 068 m)
- Monte Jangi-Tau (5 085 m)
- Monte Mižirgi (5 025 m)

Tra le principali risorse naturali della Cabardino-Balkaria si possono annoverare molibdeno, tungsteno, e carbone.
Il clima continentale presenta una temperatura media estiva variabile tra i 23 °C in pianura e i 4 °C in montagna, quella invernale tra i -4 °C della pianura e i -12 °C montani.

## Suddivisioni amministrative
La divisione amministrativa di secondo livello della Repubblica della Cabardino-Balcaria comprende 10 rajon (distretti) e 3 città poste sotto la diretta giurisdizione della Repubblica autonoma.

### Rajon
L'elenco dei 10 distretti con fra parentesi il capoluogo. Alcuni capoluoghi (indicati con un asterisco) non sono direttamente dipendenti dal rajon ma posti sotto la diretta giurisdizione della Repubblica autonoma):
- Baksanskij (Baksan*)
- Čegemskij (Čegem)
- Čerekskij (Kaškatau)
- Ėl'brusskij (Tyrnyauz)
- Leskenskij (Anzorej)
- Majskij (Majskij)
- Prochladnenskij (Prochladnyj*)
- Terskij (Terek)
- Urvanskij (Nartkala)
- Zol'skij (Zalukokoaže)

### Città
I centri urbani della Repubblica della Cabardino-Balcaria con status di città sono 8 ma 3 di loro (indicate con un asterisco) sono poste sotto la giurisdizione della Repubblica autonoma e pertanto costituiscono una divisione amministrativa di secondo livello:
- Baksan*
- Čegem
- Majskij
- Nal'čik*
- Nartkala
- Prochladnyj*
- Terek
- Tyrnyauz

## Società

### Evoluzione demografica
La Cabardino-Balcaria è formata da due territori etnici, uno abitato in prevalenza da cabardini (che parlano un linguaggio caucasico nordoccidentale) e l'altro in modo prevalente da balcari (che parlano un linguaggio turco).
Secondo il censimento del 2002, i cabardini (498.702 unità) rappresentano il 55,3% degli abitanti, seguiti dai russi (226.620) che si attestano circa al 25,1% e dai balcari (104.951) circa all'11,6%. La popolazione totale era, nel 2002, di 901.494 abitanti e l'età media di poco meno di 31 anni.
- Cabardini: 55,3%
- Russi: 25,1%
- Balcari: 11,6%
- Altri: 8%

## Storia
Nel corso dei secoli il territorio dell'odierna repubblica ha subito il dominio di Mongoli (XIII secolo), Georgiani (XIV e XV secolo), Persiani (XVI secolo) e Ottomani (XVI secolo), per poi divenire Protettorato Russo nel 1557. La regione fu annessa all'Impero russo nel 1827. Nel 1936 la regione diviene Repubblica Socialista Sovietica della Cabardino-Balcaria; nel corso della seconda guerra mondiale i Balcari furono accusati di collaborazionismo con i tedeschi che avevano occupato la regione e furono deportati in massa in Asia centrale. La repubblica divenne semplicemente Cabardinia, per riacquistare il nome originale solo nel 1957, anno in cui i Balcari furono riabilitati e fu loro concesso di fare ritorno nelle proprie case.

## Politica
Il Parlamento della Repubblica è formato da due Camere (Consiglio della Repubblica e Consiglio dei Rappresentanti), composte da 36 deputati con mandato quinquennale.
La Costituzione è stata adottata il 1º settembre 1997.

## Economia
L'economia è principalmente legata al settore primario: agricoltura, produzione di legname ed estrazioni minerarie. La caduta dell'Unione Sovietica e lo scoppio dei vari conflitti caucasici hanno colpito duramente la Repubblica, causando un collasso del turismo nella regione e provocando un altissimo tasso di disoccupazione (circa il 90%). La povertà sembra essere un problema endemico del territorio.